# Euceta
Euceta (em grego:  Ευχάιτα) era uma cidade (polisma) no Ponto, no norte da Ásia Menor. Atualmente, a vila de Beyözü, na província de Çorum, está parcialmente sob as ruínas. Ela foi o local onde São Teodoro de Amaseia matou o dragão e para onde seus restos foram levados após o seu martírio, o que tornou a cidade o centro do seu culto. A igreja original foi destruída durante a ocupação sassânida e reconstruída quando os bizantinos retomaram a cidade em 622 Na década de 970, João I Tzimisces construiu uma nova igreja dedicada ao santo ali e rebatizou a cidade como Teodorópolis.
A cidade se tornou um dos destinos favoritos para o banimento de adversários políticos e religiosos durante o Império Bizantino. A capital do Tema Armeníaco até o final do século VIII, a cidade sofreu com invasões árabes e terremotos. No final do século XI ela finalmente caiu frente aos turcos Seljúcidas.
No início do século XXI, a cidade se tornou o foco de um projeto arqueológico interdisciplinar, sob a direção da Universidade de Princeton. Outras instituições contribuindo incluem diversas instituições norte-americanas, a Universidade de Ancara e outras instituições turcas.